# Isabellaria
Isabellaria is een geslacht van slakken uit de  familie van de Clausiliidae.

## Soorten
De volgende soorten zijn bij het geslacht ingedeeld:
- Isabellaria abyssoclista (O. Boettger, 1883)
- Isabellaria almae (O. Boettger, 1889)
- Isabellaria bathyclista (O. Boettger, 1879)
- Isabellaria clandestina (Rossmässler, 1857)
- Isabellaria isabellina (L. Pfeiffer, 1842)
- Isabellaria lutracana (H. Nordsieck, 1977)
- Isabellaria parnassia (O. Boettger, 1888)
- Isabellaria perplana (O. Boettger, 1877)
- Isabellaria riedeli R. A. Brandt, 1961
- Isabellaria saxicola (L. Pfeiffer, 1848)
- Isabellaria sericata (L. Pfeiffer, 1850)
- Isabellaria thermopylarum (L. Pfeiffer, 1850)

### Synoniemen
- Isabellaria (Muticaria) Lindholm, 1925 => Muticaria Lindholm, 1925
- Isabellaria butoti H. Nordsieck, 1984 => Albinaria butoti (H. Nordsieck, 1984)
- Isabellaria campylauchen (O. Boettger, 1883) => Albinaria campylauchen (O. Boettger, 1883)
- Isabellaria chelidromia (O. Boettger, 1889) => Carinigera chelidromia (O. Boettger, 1889)
- Isabellaria praecipua (Sajó, 1968) => Carinigera praecipua (Sajó, 1968)
- Isabellaria thessalonica H. Nordsieck, 1972 => Carinigera thessalonica (H. Nordsieck, 1972)
- Isabellaria venusta (A. Schmidt, 1868) => Isabellaria thermopylarum (L. Pfeiffer, 1850)